# Brahima Cissé
Brahima Cissé (10 de fevereiro de 1976) é um futebolista profissional burquinense que atua como defensor.

## Carreira
Brahima Cissé representou o elenco da Seleção Burquinense de Futebol no Campeonato Africano das Nações de 2000 e 2002.